# Etiuda op. 25 nr 8 (Chopin)

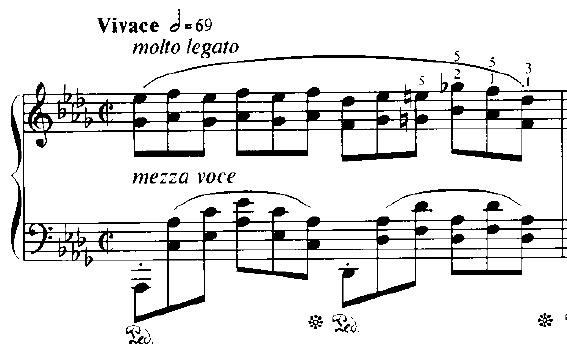
Początek Etiudy

Etiuda Des-dur op. 25 nr 8 – ósma z drugiego zbioru Etiud Fryderyka Chopina. Została skomponowana na fortepian solo. Dedykowana hr. Marii d’Agoult, kochance Liszta (à Madame la Comtesse d’Agoult), jak cały opus 25. Nazywana jest sekstową.
Jest to najkrótsza etiuda Chopina, zawiera tylko 36 taktów.